# Melodifestivalen 2013
La 53e édition du Melodifestivalen a eu lieu du 2 février au 9 mars 2013. Le concours permet de sélectionner l'artiste représentant la Suède au Concours Eurovision de la chanson 2013 à Malmö.
Le concours est remporté par Robin Stjernberg avec la chanson You.
L'émission, diffusée sur les chaînes SVT1 et SVT World, bat des records d'audience.

## Format
L'édition 2013 du Melodifestivalen est similaire aux éditions précédentes avec quatre demi-finales, une épreuve de Seconde Chance (Andra Chansen) et une finale. Les quatre demi-finales ont lieu à Karlskrona (2 février), Göteborg (9 février), Skellefteå (16 février) et Malmö (23 février). L'épreuve de rattrapage ou Andra Chansen aura lieu à Karlstad (2 mars). Quant à la finale, elle  a eu lieu pour la première fois au Friends Arena à Stockholm (9 mars), un stade inauguré en 2012.
Le concours est présenté par Gina Dirawi et Danny Saucedo.  
Les demi-finales et l'Andra Chansen durent 90 minutes. La finale dure 120 minutes.

### Calendrier
| Emission        | Ville      | Lieu                   | Date       |
| --------------- | ---------- | ---------------------- | ---------- |
| 1re demi-finale | Karlskrona | Telenor Arena          | 2 février  |
| 2e demi-finale  | Göteborg   | Scandinavium           | 9 février  |
| 3e demi-finale  | Skellefteå | Skellefteå Kraft Arena | 16 février |
| 4e demi-finale  | Malmö      | Malmö Arena            | 23 février |
| Seconde chance  | Karlstad   | Löfbergs Lila Arena    | 2 mars     |
| Finale          | Stockholm  | Friends Arena          | 9 mars     |

### Artistes ayant déjà participé
| Artiste                                 | Classement au Melodifestivalen                                                                         |
| --------------------------------------- | --- |
| Alexander Bard                          | 2005 (5e en demi-finale), 2006 (2e en finale), 2008 (3e final), 2009 (6e lors de l'Andra Chansen)      |
| Caroline af Ugglas                      | 2007 (6e en demi-finale), 2009 (2e en finale)                                                          |
| Cookies 'N' Beans                       | 2009 (5e en demi-finale)                                                                               |
| David Lindgren                          | 2012 (4e en finale)                                                                                    |
| Erik Segerstedt                         | 2009 (3e en finale)                                                                                    |
| Hanna Hedlund (Swedish House Wives)     | 2000 (8e), 2002 (9e finale)                                                                            |
| Jenny Silver (Swedish House Wives)      | 2010 (8e en demi-finale), 2011 (7e lors de l'Andra Chansen)                                            |
| Martin Rolinski                         | 20051 (5e en demi-finale), 2006 (2e en finale), 2008 (3e en finale), 2009 (6e lors de l'Andra Chansen) |
| Michael Feiner                          | 2007 (7e en demi-finale)                                                                               |
| Pernilla Wahlgren (Swedish House Wives) | 1985 (4e), 1991 (6e), 2003 (2e en finale), 2010 (10e en finale)                                        |
| Sean Banan                              | 2012 (3e lors de l'Andra Chansen)                                                                      |
| Sylvia Vrethammar                       | 1971 (-), 1972 (10e), 1974 (6e), 2002 (5e en demi-finale)                                              |
| Tommy Körberg (Ravaillacz)              | 1969 (1er), 1971 (-), 1988 (1er)                                                                       |
| Ulrik Munther                           | 2012 (3e en finale)                                                                                    |

## Demi-finales
Cette année, les quatre demi-finale ont lieu à Karlskrona, Göteborg, Skellefteå et Malmö. 
Le 19 novembre 2012, la SVT a révélé le nom des chansons, des artistes et des compositeurs participant aux deux premières demi-finales.
Le 26 novembre 2012, la SVT a révélé le nom des chansons, des artistes et des compositeurs participant aux demi-finales 3 et 4.
Le 3 janvier 2013, la SVT a révélé l'ordre de passage des chansons.

### Demi-finale 1
La première demi-finale a eu lieu le 2 février 2013 à Karlskrona.
Elle est regardée par 3.5 millions de téléspectateurs. C'est la meilleure audience pour une demi-finale depuis le Melodifestivalen 2006,.
| # | Artiste                | Chanson                          | Auteur (a) / Compositeur (c)                                                                       | Votes    | Votes    | Votes   | Place | Résultat      |
| # | Artiste                | Chanson                          | Auteur (a) / Compositeur (c)                                                                       | Manche 1 | Manche 2 | Total   | Place | Résultat      |
| - | ---------------------- | -------------------------------- | -------------------------------------------------------------------------------------------------- | -------- | -------- | ------- | ----- | ------------- |
| 1 | David Lindgren         | "Skyline"                        | Fernando Fuentes (a/c), Henrik Nordenback (a/c), Christian Fast (a/c)                              | 37 392   | 28 724   | 66 116  | 2e    | Finale        |
| 2 | Cookies 'N' Beans      | "Burning Flags"                  | Fredrik Kempe (a/c)                                                                                | 16 246   | 14 193   | 30 439  | 3e    | Andra Chansen |
| 3 | Jay-Jay Johanson       | "Paris"                          | Jay-Jay Johanson (a/c)                                                                             | 5 526    | —        | 5 526   | 8e    | Éliminé       |
| 4 | Mary N'diaye           | "Gosa"                           | Johan Åsgärde (a/c), Mattias Frändå (a/c), Mary N’diaye (a/c)                                      | 12 997   | 10 439   | 23 436  | 5e    | Éliminée      |
| 5 | Eric Gadd              | "Vi kommer aldrig att förlora" ' | Eric Gadd (a/c), Thomas Stenström (c), Jacob Olofsson (a/c)                                        | 12 881   | 14 047   | 26 928  | 4e    | Andra Chansen |
| 6 | Yohio                  | "Heartbreak Hotel"               | Johan Fransson (a/c), Tobias Lundgren (a/c), Tim Larsson (a/c), Henrik Göranson (a/c), YOHIO (a/c) | 76 905   | 78 211   | 155 116 | 1er   | Finale        |
| 7 | Anna Järvinen          | "Porslin"                        | Björn Olsson (a/c), Martin Elisson (a/c)                                                           | 8 689    | —        | 8 689   | 7e    | Éliminée      |
| 8 | Michael Feiner & Caisa | "We're Still Kids"               | Michael Feiner (a/c), Caisa Ahlroth (a/c)                                                          | 12 098   | —        | 12 098  | 6e    | Éliminés      |

### Demi-finale 2
La seconde demi-finale a eu lieu au Scandinavium de Göteborg le 9 février 2013.
Cette demi-finale est marquée par la présence de Sandra Bjurman et Stefan Örn, les compositeurs et auteurs de Running Scared, la chanson gagnante du Concours Eurovision 2011, ainsi que de Peter Boström et Thomas G:son, les compositeurs et auteurs de la chanson  Euphoria, gagnante du Concours Eurovision 2012.
| # | Artiste                      | Chanson                                | Auteur (a) / Compositeur (c)                                                    | Votes    | Votes    | Votes   | Place | Résultat      |
| # | Artiste                      | Chanson                                | Auteur (a) / Compositeur (c)                                                    | Manche 1 | Manche 2 | Total   | Place | Résultat      |
| - | ---------------------------- | -------------------------------------- | ------------------------------------------------------------------------------- | -------- | -------- | ------- | ----- | ------------- |
| 1 | Anton Ewald                  | "Begging"                              | Fredrik Kempe (a/c), Anton Malmberg Hård af Segerstad (a/c)                     | 33 436   | 37 049   | 70 516  | 3e    | Andra Chansen |
| 2 | Felicia Olsson               | "Make Me No 1"                         | Ingela "Pling" Forsman (a/c), Amir Aly (a/c), Maria Haukaas Mittet (a/c)        | 19 559   | 35 490   | 55 049  | 5e    | Éliminée      |
| 3 | Joacim Cans                  | "Annelie"                              | Joacim Cans (a/c)                                                               | 7 069    | —        | 7 069   | 8e    | Éliminé       |
| 4 | Swedish Housewives           | "On Top Of The World"                  | Peter Boström (a/c), Thomas G:son (a/c)                                         | 17 172   | —        | 17 172  | 6e    | Éliminées     |
| 5 | Erik Segerstedt & Tone Damli | "Hello Goodbye"                        | Robin Fredriksson (a/c), Mattias Larsson (a/c), Måns Zelmerlöw (a/c)            | 30 295   | 40 107   | 70 402  | 4e    | Andra Chansen |
| 6 | Louise Hoffsten              | "Only The Dead Fish Follow The Stream" | Louise Hoffsten (a/c), Sandra Bjurman (a/c), Stefan Örn (a/c)                   | 33 074   | 50 947   | 84 021  | 2e    | Finale        |
| 7 | Rikard Wolff                 | "En förlorad sommar" '                 | Tomas Andersson Wij (a/c)                                                       | 7 785    | —        | 7 785   | 7e    | Éliminé       |
| 8 | Sean Banan                   | "Copacabanana"                         | Ola Lindholm (a/c), Sean Banan (a/c), Hans Blomberg (a/c), Joakim Larsson (a/c) | 79 428   | 64 314   | 143 724 | 1er   | Finale        |

### Demi-finale 3
La troisième demi-finale a eu lieu le 16 février 2013 à Skellefteå.
| # | Artiste            | Chanson                    | Auteur (a) / Compositeur (c)                                                            | Votes    | Votes    | Votes   | Place | Résultat      |
| # | Artiste            | Chanson                    | Auteur (a) / Compositeur (c)                                                            | Manche 1 | Manche 2 | Total   | Place | Résultat      |
| - | ------------------ | -------------------------- | --------------------------------------------------------------------------------------- | -------- | -------- | ------- | ----- | ------------- |
| 1 | Eddie Razaz        | "Alibi"                    | Thomas G:son (a/c), Peter Boström (a/c)                                                 | 19 476   | —        | 19 476  | 6e    | Éliminé       |
| 2 | Elin Petersson     | "Island"                   | Elin Petersson (a/c)                                                                    | 7 494    | —        | 7 494   | 8e    | Éliminée      |
| 3 | Ravaillacz         | "En riktig jävla schlager" | Kjell Jangstig (a/c), Leif Goldkuhl (a/c), Henrik Dorsin (a/c)                          | 52 275   | 57 980   | 111 255 | 1er   | Finale        |
| 4 | Amanda Fondell     | "Dumb"                     | Freja Blomberg (a/c), Fredrik Samsson (a/c)                                             | 18 488   | —        | 18 488  | 7e    | Éliminée      |
| 5 | Martin Rolinski    | "In And Out Of Love"       | Thomas G:son (a/c), Andreas Rickstrand (a/c)                                            | 29 246   | 41 780   | 71 026  | 3e    | Andra Chansen |
| 6 | Caroline af Ugglas | "Hon har inte"             | Caroline af Ugglas (a/c), Heinz Liljedahl (a/c)                                         | 29 450   | 29 114   | 58 594  | 4e    | Andra Chansen |
| 7 | State of Drama     | "Falling"                  | Göran Werner (a/c), Sebastian Hallifax (a/c), Emil Gullhamn (a/c), James Hallifax (a/c) | 40 803   | 39 256   | 80 059  | 2e    | Finale        |
| 8 | Janet Leon         | "Heartstrings"             | Fredrik Kempe (a/c), Anton Malmberg Hård af Segerstad (a/c)                             | 22 348   | 27 903   | 50 251  | 5e    | Éliminée      |

### Demi-finale 4
La quatrième demi-finale a eu lieu le 23 février 2013 à Malmö.
| # | Artiste           | Chanson                   | Auteur (a) / Compositeur (c)                                                                           | Votes    | Votes    | Votes   | Place | Résultat      |
| # | Artiste           | Chanson                   | Auteur (a) / Compositeur (c)                                                                           | Manche 1 | Manche 2 | Total   | Place | Résultat      |
| - | ----------------- | ------------------------- | --- | -------- | -------- | ------- | ----- | ------------- |
| 1 | Army of Lovers    | "Rockin’ The Ride"        | Alexander Bard (a/c), Henrik Wikström (a/c), Per QX (a/c), Andreas Öhrn (a/c), Jean-Pierre Barda (a/c) | 16 687   | —        | 16 867  | 6e    | Éliminés      |
| 2 | Lucia Piñera      | "Must Be Love"            | Peter Kvint (a/c), Jonas Myrin (a/c)                                                                   | 9 219    | —        | 9 219   | 8e    | Éliminée      |
| 3 | Robin Stjernberg  | "You"                     | Robin Stjernberg (a/c), Linnea Deb (a/c), Joy Deb (a/c), Joakim Harestad Haukaas (a/c)                 | 34 562   | 43 204   | 77 766  | 3e    | Andra Chansen |
| 4 | Sylvia Vrethammar | "Trivialitet"             | Thomas G:son (a/c), Calle Kindbom (a/c), Mats Tärnfors (a/c)                                           | 13 609   | —        | 13 609  | 7e    | Éliminée      |
| 5 | Ralf Gyllenhammar | "Bed On Fire"             | Ralf Gyllenhammar (a/c), David Wilhelmsson (a/c)                                                       | 43 609   | 49 616   | 93 225  | 2e    | Finale        |
| 6 | Behrang Miri      | "Jalla Dansa Salwa"       | Behrang Miri (a/c), Anderz Wrethov (a/c), Firas Razak Tuma (a/c), Tacfarinas Yamoun ((a/c))            | 31 761   | 38 459   | 70 220  | 4e    | Andra Chansen |
| 7 | Terese Fredenwall | "Breaking the Silence"    | Terese Fredenwall (a/c), Simon Petrén (c)                                                              | 25 163   | 32 329   | 57 492  | 5e    | Éliminée      |
| 8 | Ulrik Munther     | "Tell The World I'm Here" | Thomas G:son (a/c), Peter Boström (a/c), Ulrik Munther (a/c)                                           | 70 204   | 58 160   | 128 364 | 1er   | Finale        |

### Andra Chansen
L'Andra Chansen (Seconde Chance en français), épreuve de rattrapage permettant à deux chansons supplémentaires de rejoindre la finale, a eu lieu le 2 mars 2013 à Karlstad.
La SVT a changé les règles de l'Andra Chansen pour revenir au format de 2007. L'épreuve se déroule en 2 manches. Lors de la première manche, les artistes interprètent leur chanson comme lors d'une demi-finale classique. Lors de la seconde manche, les 4 chansons qualifiées par le vote du public s'affrontent en duels et 2 chansons se qualifient pour la finale.
| # | Artiste                      | Chanson                        | Auteur (a) / Compositeur (c)                                                              | Votes    | Votes    | Votes  | Place | Résultat       |
| # | Artiste                      | Chanson                        | Auteur (a) / Compositeur (c)                                                              | Manche 1 | Manche 2 | Total  | Place | Résultat       |
| - | ---------------------------- | ------------------------------ | ----------------------------------------------------------------------------------------- | -------- | -------- | ------ | ----- | -------------- |
| 1 | Robin Stjernberg             | "You"                          | Robin Stjernberg (a/c), Linnea Deb (a/c), Joy Deb (a/c), Joakim Harestad Haukaas (a/c)    | 58 025   | 35 535   | 93 560 | 2e    | Duel 2 Finale  |
| 2 | Eric Gadd                    | "Vi kommer aldrig att förlora" | Eric Gadd (a/c), Thomas Stenström (c), Jacob Olofsson (a/c)                               | 14 164   | —        | 14 164 | 8e    | Éliminé        |
| 3 | Caroline af Ugglas           | "Hon har inte"                 | Caroline af Ugglas (a/c), Heinz Liljedahl (a/c)                                           | 35 234   | —        | 35 234 | 6e    | Éliminée       |
| 4 | Behrang Miri                 | "Jalla Dansa Sawa"             | Behrang Miri (a/c), Anderz Wrethov (a/c), Firas Razak Tuma (a/c), Tacfarinas Yamoun (a/c) | 56 165   | 29 618   | 85 734 | 4e    | Duel 1 Éliminé |
| 5 | Erik Segerstedt & Tone Damli | "Hello Goodbye"                | Robin Fredriksson (a/c), Mattias Larsson (a/c), Måns Zelmerlöw (a/c)                      | 42 425   | 28 098   | 70 523 | 5e    | Éliminés       |
| 6 | Anton Ewald                  | "Begging"                      | Fredrik Kempe (a/c), Anton Malmberg Hård af Segerstad (a/c)                               | 66 965   | 31 696   | 98 661 | 1er   | Duel 1 Finale  |
| 7 | Cookies 'N' Beans            | "Burning Flags"                | Fredrik Kempe (a/c)                                                                       | 25 826   | —        | 25 826 | 7e    | Éliminées      |
| 8 | Martin Rolinski              | "In and Out of Love"           | Thomas G:son (a/c), Andreas Rickstrand (a/c)                                              | 51 997   | 35 787   | 87 764 | 3e    | Duel 2 Éliminé |

#### Duels
|  | Duels                                  | Duels                    |        |  | Qualifiés               | Qualifiés |  |
|  |                                        |                          |        |  |                         |           |  |
|  |                                        |                          |        |  |                         |           |  |
|  | Behrang Miri - "Jalla Dansa Sawa"      | 82 896                   |        |  |                         |           |  |
|  | Anton Ewald - "Begging"                | 105 890                  |        |  |                         |           |  |
|  |                                        |                          |        |  |                         |           |  |
|  |                                        |                          |        |  |                         |           |  |
|  |                                        |                          |        |  | Anton Ewald - "Begging" | Finale    |  |
|  |                                        | Robin Stjernberg - "You" | Finale |  |                         |           |  |
|  |                                        |                          |        |  |                         |           |  |
|  |                                        |                          |        |  |                         |           |  |
|  |                                        |                          |        |  |                         |           |  |
|  |                                        |                          |        |  |                         |           |  |
|  | Robin Stjernberg - "You"               | 98 105                   |        |  |                         |           |  |
|  | Martin Rolinski - "In and Out of Love" | 95 930                   |        |  |                         |           |  |

## Finale
La finale a eu lieu le 9 mars au Friends Arena à Solna, dans le comté de Stockholm.
La soirée débute par la chanson "Du Ska till Malmö" interprétée par Gina Dirawi et Danny Saucedo (les présentateurs du melodifestivalen 2013), Anders Lundin et Kattis Ahlström (présentateurs de l'eurovision 2000 à Stockholm), Petra Mede (présentatrice de l'eurovision 2013 à Malmö),Lydia Capulichio et Harald Treutiger (présentateurs de l'eurovision 1992 à Malmö).
Lors du premier intermède, la chanteuse Loreen interprète Euphoria, accompagnée par de jeunes chanteurs. 
Lors du second intermède, la chanteuse Carola interprète Främling. Cette chanson lui a permis trente ans plus tôt de gagner le melodifestivalen et de représenter la Suède au Concours Eurovision de la chanson 1983.
| #  | Artiste           | Chanson                                | Traduction française                        | Auteur (a) / Compositeur (c)                                                                       | Place | Résultat |
| -- | ----------------- | -------------------------------------- | ------------------------------------------- | -------------------------------------------------------------------------------------------------- | ----- | -------- |
| 1  | Ulrik Munther     | "Tell the World I'm Here"              | Dis au monde que je suis là                 | Thomas G:son (a/c), Peter Boström (a/c), Ulrik Munther (a/c)                                       | 3e    | 126      |
| 2  | David Lindgren    | "Skyline"                              | La ligne d'horizon                          | Fernando Fuentes (a/c), Henrik Nordenback (a/c), Christian Fast (a/c)                              | 8e    | 69       |
| 3  | State of Drama    | "Falling"                              | Tombant                                     | Göran Werner (a/c), Sebastian Hallifax (a/c), Emil Gullhamn (a/c), James Hallifax (a/c)            | 9e    | 68       |
| 4  | Anton Ewald       | "Begging"                              | Mendiant                                    | Fredrik Kempe (a/c), Anton Malmberg Hård af Segerstad (a/c)                                        | 4e    | 108      |
| 5  | Louise Hoffsten   | "Only the Dead Fish Follow The Stream" | Seuls les poissons morts suivent le courant | Louise Hoffsten (a/c), Sandra Bjurman (a/c), Stefan Örn (a/c)                                      | 5e    | 85       |
| 6  | Ralf Gyllenhammar | "Bed on Fire"                          | Lit en feu                                  | Ralf Gyllenhammar (a/c), David Wilhelmsson (a/c)                                                   | 7e    | 73       |
| 7  | Ravaillacz        | "En riktig jävla schlager"             | Un vrai bon schlager                        | Kjell Jangstig (a/c), Leif Goldkuhl (a/c), Henrik Dorsin (a/c)                                     | 10e   | 40       |
| 8  | Sean Banan        | "Copacabanana"                         | Copacabanana                                | Ola Lindholm (a/c), Sean Banan (a/c), Hans Blomberg (a/c), Joakim Larsson (a/c)                    | 6e    | 78       |
| 9  | Robin Stjernberg  | "You"                                  | Toi                                         | Robin Stjernberg (a/c), Linnea Deb (a/c), Joy Deb (a/c), Joakim Harestad Haukaas (a/c)             | 1er   | 166      |
| 10 | Yohio             | "Heartbreak Hotel"                     | L'hôtel des cœurs brisés                    | Johan Fransson (a/c), Tobias Lundgren (a/c), Tim Larsson (a/c), Henrik Göranson (a/c), YOHIO (a/c) | 2e    | 133      |

### Résultats
| #  | Chanson                                | Chypre | Espagne | Italie | Islande | Malte | Ukraine | Israël | France | UK | Croatie | Allemagne | Jury | Télévote/SMS | Télévote/SMS | Télévote/SMS | Total | Place |
| #  | Chanson                                | Chypre | Espagne | Italie | Islande | Malte | Ukraine | Israël | France | UK | Croatie | Allemagne | Jury | Votes        | %            | Points       | Total | Place |
| -- | -------------------------------------- | ------ | ------- | ------ | ------- | ----- | ------- | ------ | ------ | -- | ------- | --------- | ---- | ------------ | ------------ | ------------ | ----- | ----- |
| 1  | "Tell the World I'm Here"              | 6      | 6       | 12     | 8       | 6     | 2       | -      | 12     | 12 | 8       | 10        | 82   | 154 334      | 9,4 %        | 44           | 126   | 3     |
| 2  | "Skyline"                              | 4      | 4       | -      | 2       | 12    | 6       | 8      | 8      | -  | 1       | 12        | 57   | 42 896       | 2,6 %        | 12           | 69    | 8     |
| 3  | "Falling"                              | -      | 10      | 4      | 4       | 2     | 8       | 10     | 1      | 6  | 4       | 1         | 50   | 61 462       | 3,7 %        | 18           | 68    | 9     |
| 4  | "Begging"                              | 8      | -       | -      | 10      | 10    | 1       | 2      | -      | 4  | 10      | 4         | 49   | 206 131      | 12,5 %       | 59           | 108   | 4     |
| 5  | "Only the Dead Fish Follow The Stream" | 2      | 12      | 6      | -       | -     | -       | 4      | 6      | -  | -       | 6         | 36   | 171 202      | 10,4 %       | 49           | 85    | 5     |
| 6  | "Bed on Fire"                          | -      | -       | 1      | 6       | -     | 12      | 6      | -      | 8  | -       | -         | 33   | 140 398      | 8,5 %        | 40           | 73    | 7     |
| 7  | "En riktig jävla schlager"             | -      | 2       | -      | 1       | -     | -       | -      | 2      | 1  | -       | 2         | 8    | 110 736      | 6,7 %        | 32           | 40    | 10    |
| 8  | "Copacabanana"                         | 12     | -       | 8      | -       | 1     | -       | -      | 4      | 10 | 2       | -         | 37   | 142 288      | 8,7 %        | 41           | 78    | 6     |
| 9  | "You"                                  | 1      | 8       | 10     | 12      | 8     | 10      | 12     | 10     | -  | 12      | 8         | 91   | 259 101      | 15,8 %       | 75           | 166   | 1     |
| 10 | "Heartbreak Hotel"                     | 10     | 1       | 2      | -       | 4     | 4       | 1      | -      | 2  | 6       | -         | 30   | 356 080      | 21,1 %       | 103          | 133   | 2     |

### Jury international
Les porte-parole du jury international étaient :
- Chypre : Klitos Klitou
- Espagne : Federico Llano-Sabugueiro
- Italie : Nicola Caligiore
- Islande : Jónatan Gardarsson
- Malte : Chiara Siracusa
- Ukraine : Gina Dirawi
- Israël : Alon Amir
- France : Bruno Berberes
- Royaume-Uni : Simon Proctor
- Croatie : Aleksandar Kostadinov
- Allemagne : Torsten Amarell